# Marie Goegg-Pouchoulin

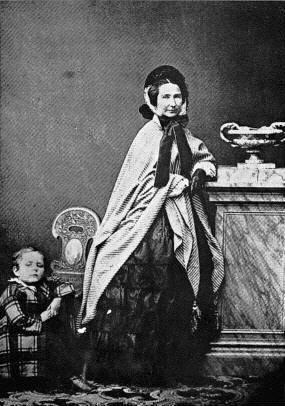
Marie Goegg-Pouchoulin

Marie Goegg-Pouchoulin (* 24. Mai 1826 in Genf; † 24. März 1899 ebenda) war die erste Schweizer Frauenrechtlerin. Sie war eine der wichtigsten Kämpferinnen für das Frauenstimmrecht und setzte sich für die zivilrechtliche und politische Gleichstellung der Frauen in der Schweiz ein.

## Leben
Am 24. Juli 1868 gründete sie die erste internationale Frauenorganisation, die Association internationale des femmes.
Wie viele ihrer Genossinnen kam Marie Goegg über ihren Mann, den Politiker Amand Goegg, zur Politik. In der Zeitschrift Les États-Unis d’Europe verfasste sie ihren ersten Artikel, einen Aufruf zum Zusammenschluss der Frauen mit dem Ziel, sich für ihre politischen Rechte einzusetzen. Nur wenige Frauen meldeten sich, der Verein wurde jedoch trotzdem gegründet. Marie Goegg war sehr belesen und inspirierte sich insbesondere bei den englischen Suffragetten. Bei ihrer Gründungsansprache stellte sie klare Forderungen, so z. B. das Frauenstimmrecht. Es sei an der Zeit, dass Frauen auch Bürgerinnen seien wie ihre Brüder, die Bürger, «weil es für uns Frauen Zeit ist, nicht mehr eine besondere Gesellschaftsklasse zu bilden».
Wegen innerer Streitereien wurde die Association internationale des Femmes aber bald aufgelöst und 1872 unter dem Namen Association pour la défense des droit de la Femme (genannt Solidarité) neu gegründet. Eine weitere populäre Kämpferin für das Frauenstimmrecht, Julie von May, stiess hinzu.
Dank einer von Goegg-Pouchoulin initiierten Petition wurden Frauen ab 1872 an die Universität Genf zugelassen. 1875 wurde sie zur Präsidentin der Solidarité gewählt. Nachdem diese 1880 aufgelöst und die Zeitschrift eingestellt worden war, wurde es still um Goegg-Pouchoulin. 1886 wurde sie in den Vorstand der Fédération abolitionniste internationale gewählt. 1891 gründete sie die kurzlebige Union internationale des femmes pour la paix. Ebenfalls 1891 wählten sie die Genferinnen zur Vizepräsidentin der neu gegründeten Union des femmes de Genève.
Marie Goegg-Pouchoulin war eine Pionierin des egalitären Feminismus in der Schweiz. Zu ihrer Zeit war sie eine Symbolfigur der progressiven Frauenbewegung in der Romandie und beeinflusste mit der Gründung der «Fraueninternationale» die Frauenbewegung europaweit.